# طور التركيب

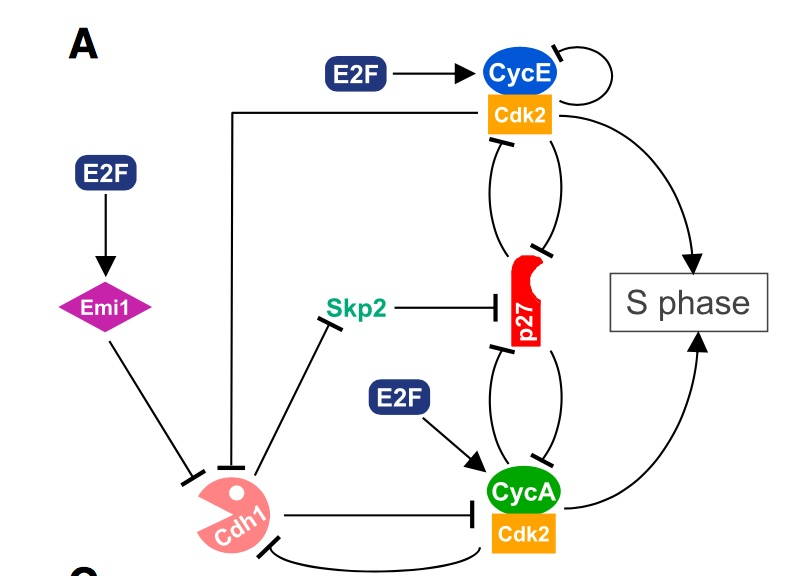
المرحلة الانتقالية G1 في دورة الخلية

طور التركيب أو S phase هو فترة في الطور البيني للخلية تلي طور النمو الأول وتسبق طور النمو الثاني يتم فيها تضاعف الحمض النووي DNA تمهيداً للانقسام غير المباشر أثناء دورة انقسام الخلية.
يتكون كل كروموسوم بعد نهاية هذا الطور من كروماتيدين، ينفصلان عن بعضهما أثناء الانقسام غير المباشر مكونين كروموسومين مستقلين.

## اقرأ المزيد
- دورة انقسام الخلية
- انقسام فتيلي
- طور النمو الأول
- طور النمو الثاني